# Cidikit
Cidikit is een bestuurslaag in het regentschap Lebak van de provincie Banten, Indonesië. Cidikit telt 3778 inwoners (volkstelling 2010).